# Halitheriinae
Halitheriinae es una subfamilia de mamíferos placentarios (extintos) acuáticos de la familia Dugongidae que vivieron desde el período Eoceno hasta el Pleistoceno.

## Taxonomía
- Subfamilia Halitheriinae con los siguientes géneros:
  - Halitherium (Fitzinger, 1842) (tipo)
  - Kaupitherium Manja and Voss, 2017[1]
  - Metaxytherium (de Christol, 1840)
  - Priscosiren Velez-Juarbe and Domning, 2014[2]